# Natação nos Jogos Olímpicos de Verão de 1988 - 200 m borboleta masculino
A competição dos 200 metros borboleta masculino da natação nos Jogos Olímpicos de Verão de 1988 foi disputada no dia 24 de setembro no  Jamsil Indoor Swimming Pool em Seul, Coreia do Sul.

## Medalhistas
| Ouro   | FRG Michael Gross |
| Prata  | DEN Benny Nielsen |
| Bronze | NZL Anthony Moss  |

## Recordes
Antes desta competição, os recordes mundiais e olímpicos da prova eram os seguintes:
| Tipo | Atleta              | Tempo   | Local                        | Data                |
| ---- | ------------------- | ------- | ---------------------------- | ------------------- |
|      | Michael Gross (FRG) | 1:56.24 | Hannover, Alemanha Ocidental | 28 de junho de 1986 |
|      | AUS Jon Sieben      | 1:57.04 | Los Angeles, Estados Unidos  | 3 de agosto de 1984 |

Os seguintes recordes mundiais ou olímpicos foram estabelecidos durante esta competição:
| Data           | Evento  | Atleta            | Tempo   | Notas            |
| -------------- | ------- | ----------------- | ------- | ---------------- |
| 21 de setembro | Final A | FRG Michael Gross | 1:56.94 | Recorde olímpico |

## Resultados

### Eliminatórias
Regra: Os oito nadadores mais rápidos avançam à final A (Q), enquanto os oito seguintes, à final B (q).
| Pos. | Raia | Nadador             | CON                          | Tempo   | Notas |
| ---- | ---- | ------------------- | ---------------------------- | ------- | ----- |
| 1    | 6    | Michael Gross       | FRG Alemanha Ocidental       | 1:58.09 | Q     |
| 2    | 4    | Anthony Mosse       | NZL Nova Zelândia            | 1:58.71 | Q     |
| 3    | 5    | David Wilson        | AUS Austrália                | 1:59.02 | Q     |
| 4    | 5    | Benny Nielsen       | DEN Dinamarca                | 1:59.26 | Q,    |
| 5    | 4    | Jon Kelly           | CAN Canadá                   | 1:59.40 | Q     |
| 6    | 6    | Melvin Stewart      | USA Estados Unidos           | 1:59.78 | Q     |
| 7    | 4    | Tom Ponting         | CAN Canadá                   | 2:00.08 | Q     |
| 8    | 6    | Anthony Nesty       | SUR Suriname                 | 2:00.17 | Q,    |
| 9    | 4    | Martin Roberts      | AUS Austrália                | 2:00.32 | q     |
| 10   | 6    | Mark Dean           | USA Estados Unidos           | 2:00.86 | q     |
| 11   | 6    | Frank Drost         | NED Países Baixos            | 2:00.99 | q     |
| 12   | 4    | Tim Jones           | GBR Grã-Bretanha             | 2:01.01 | q     |
| 13   | 5    | Vadim Yaroshchuk    | URS União Soviética          | 2:01.05 | q     |
| 14   | 6    | Satoshi Takeda      | JPN Japão                    | 2:01.42 | q     |
| 15   | 3    | Nick Hodgson        | GBR Grã-Bretanha             | 2:01.44 | q     |
| 16   | 5    | Christophe Bordeau  | FRA França                   | 2:01.70 | q     |
| 17   | 4    | Rafał Szukała       | POL Polônia                  | 2:01.91 |       |
| 18   | 5    | Reinhold Leitner    | AUT Áustria                  | 2:02.18 |       |
| 19   | 4    | Hiroshi Miura       | JPN Japão                    | 2:02.30 |       |
| 20   | 3    | Ross Anderson       | NZL Nova Zelândia            | 2:02.40 |       |
| 21   | 5    | Martin Herrmann     | FRG Alemanha Ocidental       | 2:02.61 |       |
| 22   | 4    | Ondřej Bureš        | TCH Checoslováquia           | 2:02.93 |       |
| 23   | 6    | Jan Larsen          | DEN Dinamarca                | 2:03.01 |       |
| 24   | 5    | José Luis Ballester | ESP Espanha                  | 2:03.32 |       |
| 25   | 3    | Jean-Marie Arnould  | BEL Bélgica                  | 2:03.76 |       |
| 26   | 2    | Diogo Madeira       | POR Portugal                 | 2:03.79 |       |
| 26   | 3    | Christer Wallin     | SWE Suécia                   | 2:03.79 |       |
| 28   | 3    | Khazan Singh Tokas  | IND Índia                    | 2:03.95 |       |
| 29   | 2    | João Santos         | POR Portugal                 | 2:04.74 |       |
| 30   | 3    | Zhan Jiang          | CHN China                    | 2:05.22 |       |
| 31   | 2    | Ahmed Abdullah      | EGY Egito                    | 2:05.28 |       |
| 32   | 2    | Joseph Eric Buhain  | PHI Filipinas                | 2:05.32 |       |
| 33   | 3    | Théophile David     | SUI Suíça                    | 2:05.58 |       |
| 34   | 6    | Eduardo de Poli     | BRA Brasil                   | 2:06.15 |       |
| 35   | 2    | Park Yeong-cheol    | KOR Coreia do Sul            | 2:08.57 |       |
| 36   | 1    | Emanuel Nascimento  | BRA Brasil                   | 2:09.40 |       |
| 37   | 2    | Desmond Koh         | SIN Singapura                | 2:10.86 |       |
| 38   | 1    | Sultan Al-Otaibi    | KUW Kuwait                   | 2:12.89 |       |
| 39   | 1    | William Cleveland   | ISV Ilhas Virgens Americanas | 2:13.19 |       |
| 40   | 1    | Kristan Singleton   | ISV Ilhas Virgens Americanas | 2:19.68 |       |
| 042  | 1    | Julian Bolling      | SRI Sri Lanka                | DNS     |       |
| 042  | 5    | Matjaž Kozelj       | YUG Iugoslávia               | DNS     |       |

### Finais

#### Final B
| Pos. | Raia | Nadador            | CON                 | Tempo   | Notas |
| ---- | ---- | ------------------ | ------------------- | ------- | ----- |
| 9    | 5    | Mark Dean          | USA Estados Unidos  | 2:00.26 |       |
| 10   | 6    | Tim Jones          | GBR Grã-Bretanha    | 2:00.32 |       |
| 11   | 2    | Vadim Yaroshchuk   | URS União Soviética | 2:00.34 |       |
| 12   | 1    | Nick Hodgson       | GBR Grã-Bretanha    | 2:01.09 |       |
| 13   | 8    | Christophe Bordeau | FRA França          | 2:01.46 |       |
| 14   | 3    | Frank Drost        | NED Países Baixos   | 2:01.59 |       |
| 15   | 7    | Satoshi Takeda     | JPN Japão           | 2:02.18 |       |
| 16   | 4    | Martin Roberts     | AUS Austrália       | 2:04.28 |       |

#### Final A
| Pos.              | Raia | Nadador        | CON                    | Tempo   | Notas            |
| ----------------- | ---- | -------------- | ---------------------- | ------- | ---------------- |
| Medalha de ouro   | 4    | Michael Gross  | FRG Alemanha Ocidental | 1:56.94 | Recorde olímpico |
| Medalha de prata  | 6    | Benny Nielsen  | DEN Dinamarca          | 1:58.24 | Recorde nacional |
| Medalha de bronze | 5    | Anthony Mosse  | NZL Nova Zelândia      | 1:58.28 | Recorde nacional |
| 4                 | 1    | Tom Ponting    | CAN Canadá             | 1:58.91 |                  |
| 5                 | 7    | Melvin Stewart | USA Estados Unidos     | 1:59.19 |                  |
| 6                 | 3    | David Wilson   | AUS Austrália          | 1:59.20 |                  |
| 7                 | 2    | Jon Kelly      | CAN Canadá             | 1:59.48 |                  |
| 8                 | 8    | Anthony Nesty  | SUR Suriname           | 2:00.80 |                  |